# Madame Édouard Herriot
'Madame Édouard Herriot' est un cultivar de rosier obtenu avant 1912 et mis au commerce le 20 octobre 1913 par le fameux rosiériste lyonnais Pernet-Ducher. Il est issu de 'Madame Caroline Testout' (Pernet-Ducher, 1890) et d'un semis de 'Soleil d'Or' (Pernet-Ducher, 1900). Il rend hommage à l'épouse du maire radical de Lyon, Édouard Herriot. Ce rosier était très à la mode jusque dans les années 1940 et a constitué un grand succès international de la maison Pernet-Ducher. Il a été récompensé par la coupe d’or du Daily mail à Londres en mai 1912, ce qui explique son nom dans les pays anglo-saxons.

## Description
Classé autrefois dans les Pernetianae, ce rosier est toujours fort apprécié des amateurs grâce à la couleur de ses fleurs, d'un rose corail très subtil avec des nuances dorées, le revers des pétales étant souvent d'un rose plus foncé, rose de carthame à rose crevette. Elles sont grandes et semi-doubles (9-16 pétales) et exhalent un léger parfum de rose de Damas. La floraison est remontante.
Le buisson de grande vigueur au feuillage vert bronzé brillant s'élève de 80 cm à 100 cm avec des rameaux droits comportant quelques aiguillons forts. Il est donc parfait pour des haies et massifs bas. Il existe une variété grimpante, plus courante aujourd'hui, qui s'élève de 300 cm à 400 cm,. C'est une mutation découverte en 1921 par Ketten Frères au Luxembourg.
Sa zone de rusticité est de 6b à 9b (−15 à −20 °C), il est donc rustique et adapté aussi pour les zones de moyenne montagne. Il a besoin d'être soigné contre les maladies, notamment la maladie des taches noires.

## Descendance
Par croisement avec 'Général MacArthur' (Gurnay Hill 1901), cette variété a donné l'hybride de thé 'Madame Georges Petit' (Ketten 1928) de couleur rouge. Par croisement avec 'Souvenir de Gustave Prat' (Pernet-Ducher, 1910), elle a donné naissance à 'Independence Day' (Bees, 1919). Elle a aussi donné le jour à 'Souvenir de Georges Pernet' (Pernet-Ducher, 1921).